# Damascus (Arkansas)
Damascus é uma cidade  localizada no estado americano de Arkansas, no Condado de Faulkner e Condado de Van Buren.

## Demografia
Segundo o censo americano de 2000, a sua população era de 306 habitantes.
Em 2006, foi estimada uma população de 316, um aumento de 10 (3.3%).

## Geografia
De acordo com o United States Census Bureau, a localidade tem uma área de 5,0 km², sem área coberta por água. Damascus localiza-se a aproximadamente 113 m acima do nível do mar.

## Localidades na vizinhança
O diagrama seguinte representa as localidades num raio de 32 km ao redor de Damascus.